# Justified (serie de televisión)
Justified es una serie de televisión estadounidense creada por Graham Yost basada en el personaje de ficción Raylan Givens, un alguacil de Estados Unidos protagonista de las novelas de Elmore Leonard Pronto y Riding the Rap y del cuento "Fire in the Hole". La serie está ambientada en la ciudad de Lexington, Kentucky y en la región montañosa del este de Kentucky. Timothy Olyphant interpreta a un federal duro, de voz suave, que aplica su propia forma de justicia en ocasiones extralegales.
Justified se estrenó el 16 de marzo de 2010, en FX. En Canadá, Justified se transmite por Super Channel. Según Metacritic, obtuvo "aclamación universal". El programa fue renovado para una segunda temporada, la cual se estrenó el 9 de febrero de 2011. El 29 de marzo de 2011 Justified fue renovada para una tercera de 13 episodios. Se ha emitido también una cuarta y una quinta temporada.

## Argumento
El alguacil Raylan Givens es un oficial del estilo del siglo XIX, pero hoy en día, que impone su propia justicia al enfrentarse a los delincuentes, lo que le causa conflictos con sus jefes en el Servicio de Alguaciles de Estados Unidos. Como resultado de haber disparado a un fugitivo en Miami en una "justificada" acción, se le reubicó en el distrito que cubre su ciudad natal en el este de Kentucky, el condado de Harlan.

## Producción

### Título
El título original de la serie fue Lawman (hombre de ley). El primer episodio se conocía como "Fire in the Hole pilot" ("Fuego en la manga") durante la emisión y quedó como el nombre del episodio en sí.

### Localización
Mientras que el piloto se grabó en Pittsburgh y suburbios de Kittanning, Pensilvania y Washington, Pensilvania, los siguientes 12 episodios se filmaron en California. Pittsburgh David L. Lawrence Centro de Convenciones aparece en la serie como la pequeña ciudad "airport" y la construcción del nuevo Centro de Consol de Energía aparece como el "palacio de justicia".

### Desarrollo de la serie
La serie fue desarrollada para la televisión por Graham Yost basada en el personaje del Alguacil, Raylan Givens de las novelas de Elmore Leonard Pronto y Riding the Rap y su cuento "Fire in the Hole". Ambos, Yost y Leonard se acreditan como productores ejecutivos en el proyecto. Yost es el escritor principal de la serie. Otros productores ejecutivos de la serie son Sarah Timberman, Carl Beverly y Michael Dinner. Dinner dirigió el piloto de la serie y el segundo episodio.

## Elenco
- Timothy Olyphant es Raylan Givens.
- Nick Searcy es Art Mullen.
- Erica Tazel es Rachel Brooks.
- Jacob Pitts es Tim Gutterson.
- Joelle Carter es Ava Crowder.
- Natalie Zea es Winona Hawkins.
- Walton Goggins es Boyd Crowder.
- Jere Burns es Wynn Duffy.

Varios excompañeros de reparto de Timothy Olyphant de la serie Deadwood han hecho apariciones en el show, incluyendo a Peter Jason, W. Earl Brown, Sean Bridgers, y Ray McKinnon.

## Episodios
Primera temporada 13 capítulos. 
Segunda temporada 13 capítulos.
Tercera temporada 13 capítulos.

## Recepción
El episodio piloto fue transmitido el 16 de marzo de 2010 fue visto por 4.2 millones de espectadores en Estados Unidos y fue el show debut más alto de FX desde The Shield, por lo que es la segunda serie vista del canal. La serie recibió una puntuación de 81 en Metacritic, que se considera "aclamación universal".